# Hatschekia modesta
Hatschekia modesta is een eenoogkreeftjessoort uit de familie van de Hatschekiidae. De wetenschappelijke naam van de soort is voor het eerst geldig gepubliceerd in 1965 door Kabata.